# Governo Haas
Il governo Haas è l'attuale governo in carica del Liechtenstein dal 10 aprile 2025.

## Composizione
Unione Patriottica (VU)
     Partito Progressista dei Cittadini (FBP)
| Carica                                             | Titolare | Titolare | Titolare              | Vice                                | Vice |
| -------------------------------------------------- | -------- | -------- | --------------------- | ----------------------------------- | ---- |
| Primo ministro Finanze                             |          |          | Brigitte Haas (VU)    | - Sabine Monauni - Christoph Büchel |      |
| Vice primo ministro Affari esteri Ambiente Cultura |          |          | Sabine Monauni (FBP)  | Karin Zech-Hoop                     |      |
| Interni Economia Sport                             |          |          | Hubert Büchel (VU)    | Orlando Wanner                      |      |
| Infrastrutture Istruzione                          |          |          | Daniel Oehry (FBP)    | Andreas Haber                       |      |
| Società Giustizia                                  |          |          | Emanuel Schädler (VU) | Norma Heidegger                     |      |